# Plipiran
Plipiran is een bestuurslaag in het regentschap Purworejo van de provincie Midden-Java, Indonesië. Plipiran telt 1758 inwoners (volkstelling 2010).